# Wahlen zum Repräsentantenhaus der Vereinigten Staaten 1808
Bei den Wahlen zum Repräsentantenhaus der Vereinigten Staaten 1808 wurden in den Vereinigten Staaten ab dem 26. April 1808 an verschiedenen Wahltagen die Abgeordneten des Repräsentantenhauses gewählt. Die Wahlen waren Teil der allgemeinen Wahlen zum 11. Kongress der Vereinigten Staaten in jenem Jahr, in dem auch ein Drittel der US-Senatoren gewählt wurde. Gleichzeitig fand auch die Präsidentschaftswahl des Jahres 1808 statt, die James Madison von der Demokratisch-Republikanischen Partei gewann.
Zum Zeitpunkt der Wahlen bestanden die Vereinigten Staaten aus 17 Bundesstaaten. Die Zahl der zu wählenden Abgeordneten betrug 142. Die Sitzverteilung im Repräsentantenhaus basierte auf der Volkszählung von 1800. Bei den Wahlen gab es einen Umschwung zugunsten der Föderalisten, die 24 Mandate hinzugewinnen konnten. Die Demokratisch-Republikanische Partei behielt zwar die absolute Mehrheit klar, verlor aber ihre bis dahin gehaltene Zweidrittelmehrheit. Grund für den Umschwung war unter anderem der unpopuläre Embargo Act von 1807. Vor allem Wähler aus den Neuenglandstaaten machten massiv Druck gegen das Gesetz und stärkten die Föderalisten. Sie befürchteten, dass aus dem Handelsembargo bald ein Krieg mit Großbritannien oder Frankreich ausbrechen könnte – eine Sorge, die 1812 mit dem Britisch-Amerikanischen Krieg zur Realität werden sollte.
Frauen und Sklaven waren weder wahlberechtigt noch wählbar. In vielen Bundesstaaten waren auch freie Afroamerikaner von der Wahl ausgeschlossen. Das Wahlrecht für freie Männer war außerdem an einen gewissen Grundbesitz oder an ein bestimmtes Steueraufkommen gebunden.

## Wahlergebnis
- Demokratisch-Republikanische Partei: 92 (116) Sitze
- Föderalistische Partei: 50 (26) Sitze

Gesamt: 142
In Klammern sind die Ergebnisse der letzten regulären Wahlen von 1806. Veränderungen im Verlauf der Legislaturperiode, die nicht die Wahlen an sich betreffen, sind bei diesen Zahlen nicht berücksichtigt, werden aber in 11. Kongress der Vereinigten Staaten im Abschnitt über die Mitglieder des Repräsentantenhauses bei den entsprechenden Namen der Abgeordneten vermerkt. Das Gleiche gilt für Wahlen in Staaten, die erst nach dem Beginn der Legislaturperiode der Union beitraten. Daher kommt es in den Quellen gelegentlich zu unterschiedlichen Angaben, da manchmal Veränderungen während der Legislaturperiode in die Zahlen eingearbeitet wurden und manchmal nicht.